# Borussenfront
Die Borussenfront ist ein Zusammenschluss von Anhängern Borussia Dortmunds. Insbesondere ihre Nähe zur rechtsextremen Szene ließ sie in den frühen 1980er-Jahren zu einer der berüchtigtsten Gruppierungen von Fußballfans und Hooligans werden. Bundesweit bekannt wurde die Borussenfront im September 1983 durch einen Artikel im Stern, für den der investigative Journalist Gerhard Kromschröder sich unter die Extremisten gemischt hatte.
Ehemalige führende Mitglieder der Borussenfront wie Siegfried Borchardt wurden in der Vergangenheit immer wieder wegen Körperverletzung und Vandalismus zu Geld- und Haftstrafen verurteilt. Die Vereinsführung hatte sich früher mehrfach von der Front distanziert. Ihre Kleidung ist auch heute noch zu sehen, auf Runen und verbotene rechtsextreme Symbole wird dabei aber verzichtet. Die Stadionordnungen der BVB-Spielstätten Westfalenstadion und Stadion Rote Erde verbieten u. a. Kleidung mit Logos und Schriftzügen der Borussenfront in ihrem Geltungsbereich auch dann, wenn kein direkter strafrechtlicher Zusammenhang besteht.
Das Fanprojekt Dortmund versuchte damals, den Mitgliedern der Gruppe neue oder andere Perspektiven zu vermitteln, insbesondere durch Arbeitsprojekte im Vereinsumfeld. Von der Dortmunder Sozialverwaltung wird dieser Ansatz sehr gelobt. Das Fanprojekt wird staatlich finanziert und lebt noch heute vom Ruf, die „Borussenfront beseitigt“ zu haben. Mindestens ebenso wichtig war die aktive Dortmunder Fanszene, die sich über Jahre hinweg massiv gegen Rassismus im Stadion gewehrt hat.
Seit einigen Jahren ist die Gruppe allerdings wieder deutlich aktiver und feiert sich selbst als wieder auferstandene „Legende“. Aufgrund der Stadionverbote einiger Mitglieder tritt die Borussenfront bei Spielen in der Bundesliga nicht offen auf, sondern weicht auf unterklassige Spiele in Ober- und Verbandsliga aus. In der Saison 2005/06 war sie vor allem bei Spielen des DSC Wanne-Eickel anzutreffen, ebenso war sie im Juni 2006 beim Spiel der zweiten Dortmunder Mannschaft bei Westfalia Herne für massive Krawalle verantwortlich. Im Jahr 2012 feierte die Front ihr 30-jähriges Bestehen und ist seitdem wieder aktiver. Sie versucht, vor allem unter jungen Fans mit Stadionverbot Nachwuchs zu rekrutieren. Ihre Mitglieder skandierten beim Freundschaftsspiel von Borussia Dortmund in Marl „Hoch die nationale Solidarität“. Vor dem Champions-League-Finale 2013 in London wurden 50 randalierende Dortmund-Fans festgenommen, von denen einige zuvor ein Transparent mit der Aufschrift 30 Jahre Borussenfront Dortmund entrollt hätten.